# Liohippelates galapagensis
Liohippelates galapagensis är en tvåvingeart som först beskrevs av Charles Howard Curran 1932.  Liohippelates galapagensis ingår i släktet Liohippelates och familjen fritflugor. Inga underarter finns listade i Catalogue of Life.